# 中平镇 (象州县)
中平镇，是中华人民共和国广西壮族自治区来宾市象州县下辖的一个乡镇级行政单位。

## 行政区划
中平镇下辖以下地区：
中平社区、梧桐村、良山村、谢官村、大架村、落沙村、多福村、古磨村和架村。